# 구글 코드 잼

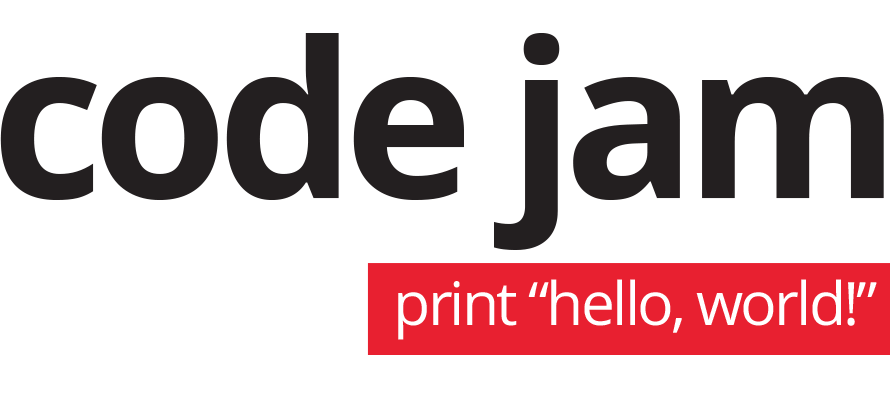
로고

구글 코드 잼(Google Code Jam)은 구글에서 주최하고 관리하는 국제 프로그래밍 대회였다. 이 대회는 2003년에 시작되었다. 이 대회는 정해진 시간 내에 해결해야 하는 일련의 알고리즘 문제로 구성된다. 경쟁자는 솔루션을 얻기 위해 모든 프로그래밍 언어 및 개발 환경을 사용할 수 있다. 2003년부터 2007년까지 구글 코드 잼은 톱코더(Topcoder)의 플랫폼에 배포되었다. 2008년부터 구글은 콘테스트를 위한 자체 전용 인프라를 개발했다.
2015년과 2018년 사이에 구글은 분산 알고리즘에 중점을 둔 분산 코드 잼(Distributed Code Jam)도 실행했다. 이것은 정규 코드 잼과 병행하여 자체 예선 및 최종 라운드를 통해 $10,000의 최고 상금을 걸었지만 코드 잼 2라운드에 진출한 사람(최대 3000명)에게만 공개되었다.
구글 코드 잼의 몇몇 문제가 학술 연구로 이어졌다.
2023년 2월 22일 구글은 코드 잼이 다른 프로그래밍 경쟁인 해시 코드 및 킥 스타트와 함께 중단될 것이라고 발표했다. 2023년 4월 15일 14:00부터 18:00 UTC까지 일련의 4개의 "고별 라운드"가 열렸으며 모든 라운드가 동시에 진행되었다. 구글 프로그래밍 대회의 로그인 기능은 2023년 6월 1일에 비활성화되었고 정확히 한 달 후인 2023년 7월 1일에 대회의 호스팅 플랫폼이 종료되었다. 모든 코드 잼, 해시 코드 및 킥 스타트 문제의 영구 보관소 깃허브에서 다운로드할 수 있다.

## 나라별 결과
| 국가              | 1위 | 2위 | 3위 |
| ----------------- | --- | --- | --- |
| 벨라루스          | 9   | 1   | 0   |
| 중국              | 3   | 4   | 1   |
| 러시아            | 2   | 2   | 7   |
| 폴란드            | 2   | 1   | 1   |
| 일본              | 1   | 3   | 2   |
| 아르헨티나        | 1   | 0   | 0   |
| 스웨덴            | 1   | 0   | 0   |
| 미국              | 0   | 2   | 4   |
| 캐나다            | 0   | 2   | 1   |
| 네덜란드          | 0   | 2   | 0   |
| 필리핀            | 0   | 1   | 0   |
| 우크라이나        | 0   | 1   | 0   |
| 남아프리카 공화국 | 0   | 0   | 2   |
| 슬로바키아        | 0   | 0   | 1   |

## 같이 보기
- 구글 코드
- 경쟁 프로그래밍